# Ernestine Lebrun
Ernestine Lebrun, po mężu Basse (ur. 25 lutego 1906 w Tourcoing, zm. 6 maja 2005 w Allauch) – francuska pływaczka z pierwszej połowy XX wieku, uczestniczka igrzysk olimpijskich.
Lebrun wystartowała na igrzyskach olimpijskich dwukrotnie. Podczas VII Letnich Igrzysk Olimpijskich w Antwerpii w 1920 roku wystartowała w dwóch konkurencjach kobiecych. Na dystansach 100 w trzecim wyścigu eliminacyjnym z nieznanym czasem zajęła czwarte miejsce i odpadła z dalszej rywalizacji. Na dystansie 300 metrów stylem dowolnym zajęła piąte miejsce w drugim wyścigu eliminacyjnym (czas nieznany) i odpadła z rywalizacji.
Cztery lata później podczas VIII Letnich Igrzysk Olimpijskich w Paryżu Lebrun wystartowała w trzech konkurencjach. Na dystansie 100 metrów stylem dowolnym Francuzka ponownie zajęła trzecie miejsce w wyścigu eliminacyjnym. Uzyskała czas 1:23,4 i do awansu do finału zabrakło jej niecałe 1,5 sekundy. Na 400 metrów stylem dowolnym odpadła w fazie eliminacyjne zajmując ostatnie, piąte miejsce z czasem 7:06,4. W kobiecej sztafecie 4 × 100 m stylem dowolnym Francuzki z Lebrun na pierwszej zmianie zajęły piąte miejsce.
Lebun reprezentowała barwy klubu EN Tourcoing.